# Malacoctenus delalandii
Malacoctenus delalandii is een straalvinnige vissensoort uit de familie van slijmvissen (Labrisomidae). De wetenschappelijke naam van de soort is voor het eerst geldig gepubliceerd in 1836 door Achille Valenciennes. De soort is genoemd naar Pierre Antoine Delalande, die ze van zijn expeditie naar Brazilië had meegebracht.
De soort komt voor in de tropische westelijke Atlantische Oceaan, van Guatemala en Puerto Rico tot Rio de Janeiro (Brazilië). Ze voedt zich voornamelijk met kreeftachtigen, maar ook met slakken (Gastropoda) en wormen. Ze wordt gewoonlijk aangetroffen in koraalriffen op zandige bodems en in bedden van Thalassia testudinum, een zeegrassensoort. De vissen worden ongeveer 8 cm lang.